# راج تشيتي
N a d a r a j a n "R a j" شيتي (من مواليد 4 أغسطس 1979) هو خبير اقتصادي أمريكي.
وهو أستاذ علوم الاقتصاد بجامعة هارفارد، متخصص في مجال الاقتصاد العام. درست بعض الأبحاث التي أجراها شيتي مؤخراً تكافؤ الفرص في الولايات المتحدة  وتأثير المعلمين طويل الأجل على أداء الطلاب. خلال التدريس الأول لشيتي في جامعة هارفارد، عُرض عليه منصب في سن 28 وتم قبوله في التاسعة والعشرين، ليصبح واحداً من أصغر أعضاء هيئة التدريس في جامعة هارفارد. حصل على ميدالية جون بيتس كلارك وزميل ماك آرثر عام 2012. حاليا، هو أيضا محرر استشاري لمجلة الاقتصاد العام.

## التعليم والوظيفي المبكر
ولد شيتي في نيودلهي، الهند، وعاش هناك حتى سن التاسعة. هاجرت عائلته إلى الولايات المتحدة عام 1988. تخرج شيتي من كلية ميلووكي الجامعية عام 1997. حصل شيتي على بكالوريوس الآداب من جامعة هارفارد عام 2000. حصل على الدكتوراه من جامعة هارفارد في عام 2003،  مع أطروحة بعنوان التزامات الاستهلاك، وتفضيلات المخاطر، والتأمين الأمثل للبطالة . كطالب في السنة الثانية في الكلية، أخبر معلمه مارتين فيلدشتاين شيتي بمتابعة أفكاره الخاصة بعد اقتراح فكرة عكسية مفادها أن ارتفاع أسعار الفائدة يؤدي في بعض الأحيان إلى زيادة الاستثمار. في عام 2003، في سن ال 23، أصبح شيتي أستاذًا مساعدًا للاقتصاد في جامعة كاليفورنيا في بيركلي، وأصبح أستاذاً مساعداً له في سن السابعة والعشرين.  في عام 2009، عاد شيتي إلى جامعة هارفارد، حيث كان أستاذًا في بلومبرج للاقتصاد ومدير مختبر التطبيقات والسياسات الاقتصادية.  في عام 2015، انتقل شيتي إلى ستانفورد، حيث أصبح أستاذاً في قسم الاقتصاد.  في يونيو 2018، أعلن المؤلف المشارك المتكرر لراج شيتي جون فريدمان أن شيتي سيعود إلى هارفارد.

## ابحاث
في العمل الأخير مع جون فريدمان وجوناه روكوف، وجد شيتي أن مقاييس القيمة المضافة المستندة إلى درجة الاختبار ليست منحازة إلى حد كبير بخصائص الطلاب غير الملاحظة، وأن طلاب المعلمين ذوي القيمة المضافة العالية حققوا نتائج أفضل في الحياة اللاحقة بشكل ملحوظ.  بالاعتماد على هذه النتائج، أدلى شيتي بشهادته في قضية V e r g a r a v. كاليفورنيا دعماً للنقاط الرئيسية للمدعين: أن جودة المعلم لها تأثير مباشر على إنجازات الطلاب وأن قوانين الفصل والأقدمية الحالية لها تأثير متباين على طلاب الأقليات وذوي الدخل المنخفض.
تشتهر شيتي أيضًا بالبحث الذي يظهر أن الحراك الاقتصادي يختلف اختلافًا كبيرًا داخل الولايات المتحدة، وللعمل على المستوى الأمثل لاستحقاقات البطالة.

## التعرف على
في عام 2008، صنفت مجلة الإيكونوميست وصحيفة نيويورك تايمز شيتي كواحد من أفضل ثمانية اقتصاديين شباب في العالم. شيتي هو من بين الاقتصاديين الشباب الأكثر ذكرًا في العالم. في عام 2010، حصل على جائزة اقتصادي العمال الشباب من معهد دراسة العمل عن ورقته المعنونة الأخطار مقابل السيولة والتأمين الأمثل ضد البطالة في مجلة الاقتصاد السياسي.
في عام 2012، كان واحداً من 23 من الزملاء الذين حصلوا على 500000 دولار على مدى السنوات الخمس التالية من مؤسسة جون دي وكاثرين تي ماك آرثر كمتلق لأحد «منح Genius» للمؤسسة. 
حصل شيتي على ميدالية جون بيتس كلارك لعام 2013، والتي منحتها الجمعية الاقتصادية الأمريكية إلى «هذا الاقتصادي الأمريكي دون سن الأربعين الذي تم الحكم عليه وساهم مساهمة كبيرة في الفكر والمعرفة الاقتصادية».
مُنح C h e t t y جائزة بادما شري، وهي جائزة الخدمة المتميزة في أي مجال، من قبل حكومة الهند في عام 2015.
وصف خبير الاقتصاد بجامعة جورج ماسون تايلر كوين شيتي في عام 2017 بأنه «أكثر الاقتصاديين نفوذاً في العالم اليوم».
في عام 2018، انتخب عضوا في الأكاديمية الوطنية للعلوم.
في عام 2019، حصل على زمالة أندرو كارنيجي، منحته مؤسسة كارنيجي بنيويورك.

## المنشورات
- Chetty، R.؛ Saez، E. (2005). "Dividend Taxes and Corporate Behavior: Evidence from the 2003 Dividend Tax Cut" (PDF). The Quarterly Journal of Economics. ج. 120 ع. 3: 791. DOI:10.1093/qje/120.3.791. JSTOR:25098756. مؤرشف من الأصل (PDF) في 2013-05-31. اطلع عليه بتاريخ 2015-08-29.
- Chetty، Raj؛ Friedman، John N.؛ Hilger، Nathaniel؛ Saez، Emmanuel؛ Schanzenbach، Diane Whitmore؛ Yagan، Danny (2011). "How does your kindergarten classroom affect your earnings? Evidence from Project STAR" (PDF). The Quarterly Journal of Economics. ج. 126 ع. 4: 1593–1660. DOI:10.1093/qje/qjr041. مؤرشف من الأصل (PDF) في 2019-08-24.

## روابط خارجية
- البروفيسور راج شيتي بجامعة هارفارد
- فائز بجائزة مجلة American American Young Young Economist
- الفائز بجائزة IZA 2010 لخبراء العمالة الشابة
- يرحب هارفارد للاقتصاد راج شيتي بمنصب أستاذ الاقتصاد